# 奧塔氏梳鈎鯰
奧塔氏梳鈎鯰，為輻鰭魚綱鯰形目甲鯰科的其中一種，為熱帶淡水魚，分布於南美洲蘇利南及法屬圭亞那Maroni河上游流域，體長可達7.7公分，棲息在底層水域，生活習性不明。

## 扩展阅读
維基物種上的相關：奧塔氏梳鈎鯰